# Maya Eshet
Maya Eshet (Jeruzalem, 9 mei 1990) is een Israëlische actrice. Ze speelde in diverse films en series, waaronder To the Bone, Teen Wolf en Fear the Walking Dead.

## Filmografie

### Film
- 2003: Shiur Moledet: Avdei Hashem, als Tamar
- 2014: Bro, What Happened?, als Pilar
- 2014: Whatever We Want To Be, als Sam
- 2017: To the Bone, als Pearl
- 2017: Flower, als Claudine
- 2017: Keep Watching, als Marissa Vasquez / The Wasp
- 2018: Dead Women Walking, als Becky
- 2020: The Centre Cannot Hold, als Storm

### Televisie
- 2013: My Boring Life, als Nora
- 2014: Kroll Show, als naamloos lid
- 2014-2016: Teen Wolf, als Meredith Walker
- 2015: Man Seeking Woman, als Unkluk'tu
- 2016: Love, als meisje
- 2018: Nightflyers, als Lommie
- 2020: Star Trek: Picard, als Index
- 2020: All Rise, als Lee Ann Moss
- 2021: Red Bird lane, als Dee
- 2023: Fear the Walking Dead, als Sam "Shrike" Krennick

### Videoclip
- 2013: Woman's World, van Cher

### Podcast
- 2023: Agent Stoker, als Ronit Bar-Gadda